# Ü-Tsang

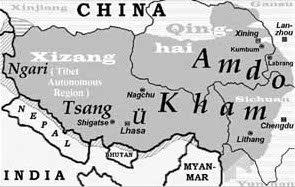
Regiony historyczne w Tybecie i obszar kontrolowany przez to państwo w okresie międzywojennym na tle współczesnych granic prowincji

Ü-Tsang (tyb.: དབུས་གཙང་, Wylie: Dbus-gtsang, ZWPY: Ü-Zang; chiń. upr. 卫藏; chiń. trad. 衛藏; pinyin Wèizàng) − jeden z trzech tradycyjnych regionów (prowincji) Tybetu, obok Amdo i Kham. Geograficznie Ü-Tsang oznacza centralną i zachodnią część tybetańskiego obszaru kulturowego, obejmując zlewisko Tsang-po (Gtsang-po), ziemie położone na zachód od góry Kajlas i obszar płaskowyżu Chang Tang. Południową granicą krainy jest pasmo Himalajów. Obecnie terytorium Ü-Tsang oraz część zachodniego Khamu należą do Tybetańskiego Regionu Autonomicznego.
Ü-Tsang powstał z połączenia regionu Ü, kontrolowanego przez wyznawców Gelug pierwszych dalajlamów, i Tsang, kontrolowanego przez wyznawców Sakja. Militarne sukcesy V Dalajlamy skonsolidowały region w XVII wieku.
Historycznie dzieli się na Ü, Tsang oraz Ngari.
Ü-Tsang jest kulturalnym centrum dla Tybetańczyków, znajdują się tu główne świątynie tybetańskie oraz historyczna stolica, Lhasa. Używany w Lhasie dialekt jest używany jako lingua franca w całym Ü-Tsang i wśród emigrantów.